# Parque Nacional Natural de Macuira
Parque Nacional Natural de Macuira är en nationalpark i bergsområdet Serranía de Macuira på Guajirahalvön i departementet La Guajira i norra Colombia.